# Ragnaröck
Ragnaröck war eine deutsche Rechtsrock-Band.

## Bandgeschichte
Die Band entstammte dem Umfeld des rechtsextremen Nationaldemokratischen Hochschulbundes. Sie wurde 1977 von Dietmar Lohrmann, Sohn des damaligen NPD-Vorsitzenden von Markgröningen gegründet. Als eine der ersten deutschen Musikgruppen versuchten Ragnaröck, die ihren Bandnamen der germanischen Mythologie entlehnten, bewusst Rockmusik mit neonazistischen Gedankengut zu verbinden.
Für ihre beiden 1979 und 1980 erschienenen Singles, auf denen sie Rudolf Heß huldigten und NPD-Demo-Parolen vertonten sowie unterschwellig Antisemitismus verbreiten, ernteten sie Proteste. Auftritte der Gruppe außerhalb neonazistischer Kreise sind nicht bekannt. Die beiden Singles wurden unter anderem über den Versandhandel der NPD-nahen Zeitschrift Mut vertrieben. Die nationalkonservative Zeitschrift veröffentlichte außerdem 1980 einen Artikel über die Band.
Die 1983 nachgereichte LP Endlich war eine Neuveröffentlichung des Demos im LP-Format. Das Album arbeitete sich an bekannten nationaldemokratischen Propagandathemen wie den Luftangriffen auf Dresden 1945, den Siegermächten des Zweiten Weltkriegs, der Berliner Mauer, Drogensucht und Sexualverbrechen ab. Das erklärte Ziel, Jugendliche von den Vorstellungen und Zielen der NPD zu überzeugen und die „Hemmschwelle gegenüber dem nationalen Gedanken bei Jugendlichen abzubauen“, verfehlte die Band. Zu bieder und zu wenig zeitgemäß wirkten sowohl die Musik als auch die Texte zur damaligen Zeit. Ihnen fehlte jegliche Rebellion und war rein politisch-ideologisch motiviert.
Ragnaröck gelten als erste Rechtsrockband Deutschlands. Trotz ihres Misserfolgs wurden die damaligen Aufnahmen mehrfach neu aufgelegt. Plattenfirmen wie Rock-O-Rama und Funny Sounds & Vision GmbH veröffentlichten einige Songs neu. Rock-O-Rama pressten beispielsweise eine Split-CD mit der ähnlich früh agierenden, aber politisch und textlich radikaleren Band Kraft durch Froide. 1996 erschien eine Kompilation ihrer Aufnahmen zwischen 1977 und 1979, die von dem rechtsextremen Liedermacher Frank Rennicke veröffentlicht wurde.

## Diskografie
- 1977: Endlich, Demotape 1977 (Demoaufnahme)
- 1979: Der alte Mann (Single, Eigenverlag 1979)
- 1980: Die Mauer muß weg (Single, Eigenverlag 1980)
- 1983: Endlich (LP, Eigenverlag, 1983)
- 1995: Sieg und Vaterland / Endlich (Split-LP mit Kraft durch Froide, Rock-O-Rama)
- 1996: Die Mauer muß weg (Kompilation, veröffentlicht von Frank Rennicke)